# Runzelige Zwergmispel
Die Runzelige Zwergmispel oder Runzel-Zwergmispel (Cotoneaster bullatus) ist eine Pflanzenart aus der Gattung in der Subtribus der Kernobstgewächse (Pyrinae). Das natürliche Verbreitungsgebiet liegt im westlichen China. Sie wird als Zierpflanze verwendet.

## Beschreibung

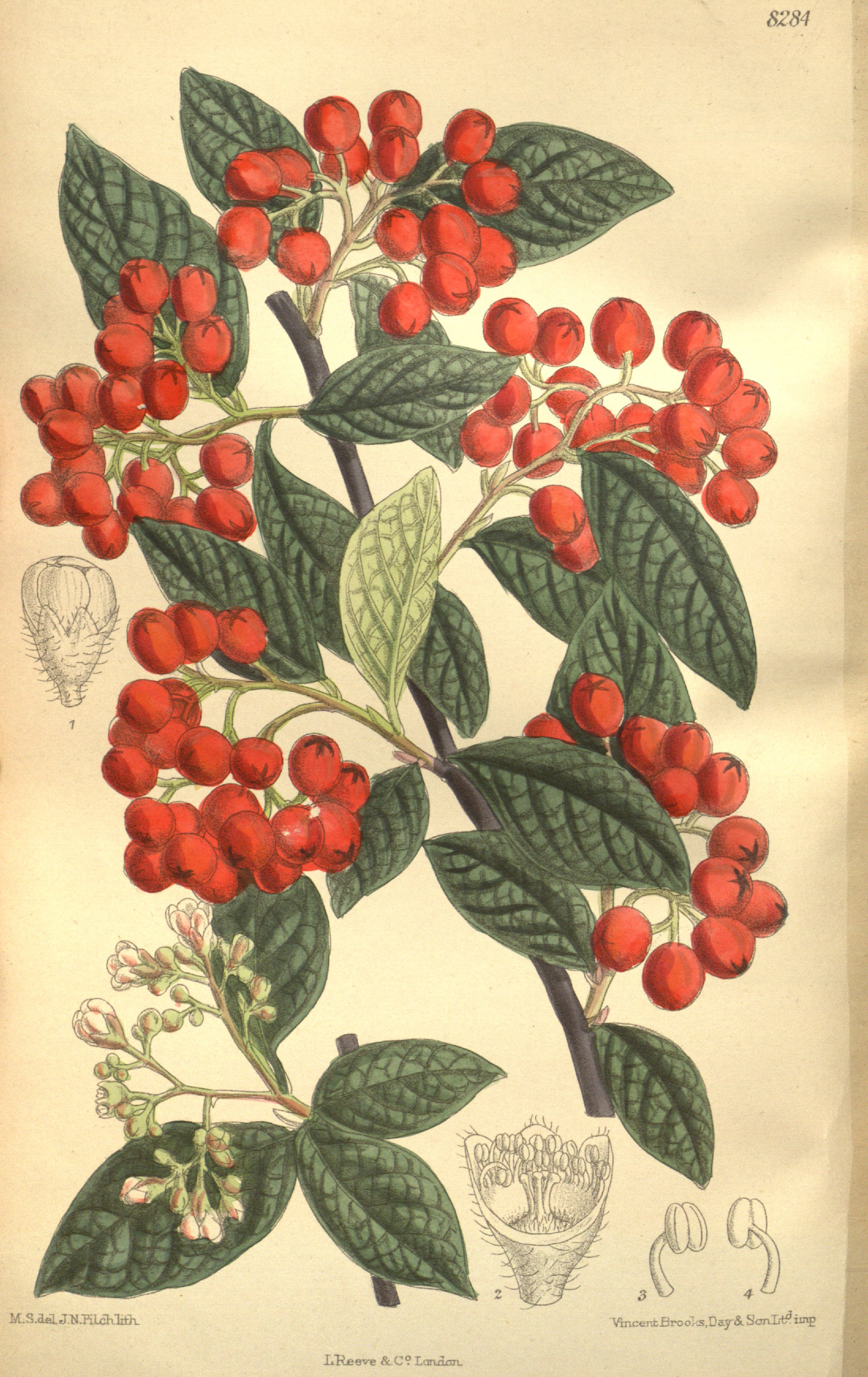
Illustration von Cotoneaster bullatus var. floribundus

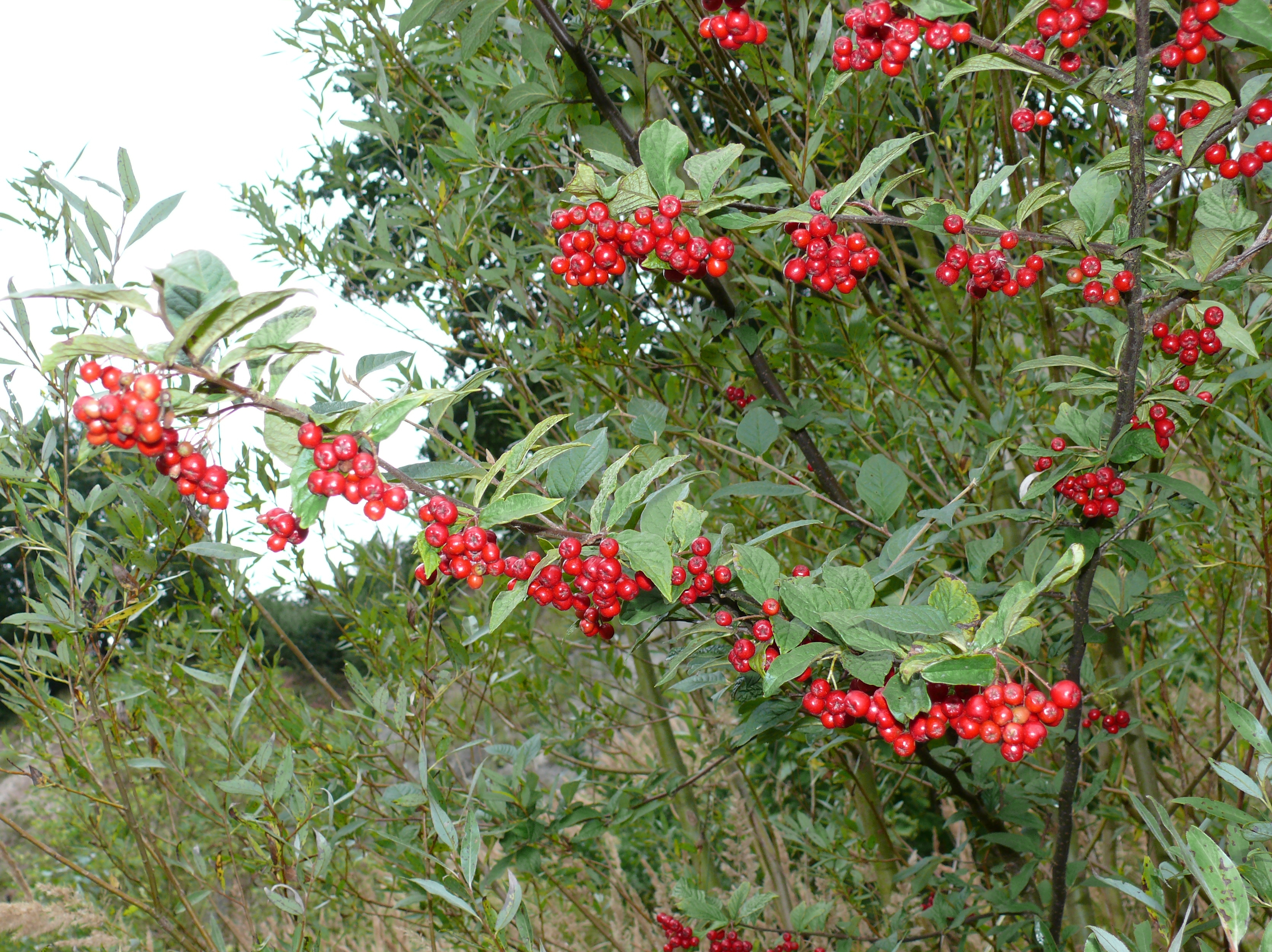
Zweige mit Laubblättern und reifen Früchten

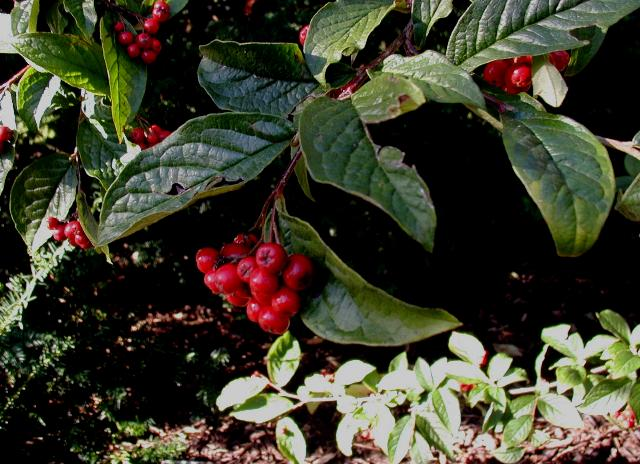
Laubblätter und Früchte

### Vegetative Merkmale
Die Runzelige Zwergmispel ist ein breit und locker wachsender, sommergrüner Strauch, der Wuchshöhen von bis zu 2 Metern erreicht. Die Rinde der kräftigen, stielrunden Zweige ist grauschwarz, anfangs strigelig behaart und später verkahlend.
Die wechselständig an den Zweigen angeordneten Laubblätter sind in Blattstiel und Blattspreite gegliedert. Der Blattstiel ist selten ab 1,5 meist 3 bis 6 Millimeter lang und fein behaart. Die einfache Blattspreite ist bei einer Länge von 3,5 bis 7, selten bis 15 Zentimeter sowie einer Breite von 2 bis 4, selten bis 8 Zentimetern länglich-eiförmig bis elliptisch oder lanzettlich-länglich mit keilförmiger oder gerundeter Spreitenbasis und zugespitzter oder selten spitzer Blattspitze. Die Blattoberseite ist dunkelgrün, runzelig und blasig, kahl oder fein behaart; die Blattunterseite ist graugrün, fein behaart, besonders entlang der hervortretenden Blattadern. Die früh abfallenden Nebenblätter sind lanzettlich, 3 bis 5 Millimeter lang, braun und fein behaart.

### Generative Merkmale
Die 2,5 bis 5 Zentimeter durchmessende schirmrispigen Blütenstände enthalten an fein behaarter Blütenstandsachse 5 bis 13, bei zwei Varietäten bis zu 31 Blüten. Die fein behaarten Tragblätter sind bei einer Länge von 2 bis 3 Millimetern lanzettlich. Die Blütenstiele sind fein behaart und 1 bis 3 Millimeter lang.
Die zwittrigen Blüten sind bei einem Durchmesser von 7 bis 8 Millimetern radiärsymmetrisch und fünfzählig mit doppelter Blütenhülle. Der Blütenbecher ist glockenförmig und außen anfangs schwach behaart und später verkahlend. Die fünf Kelchblätter sind dreieckig, spitz, 1 bis 1,5 Millimeter lang und 1,5 bis 2,5 Millimeter breit. Die fünf weißen und rötlich angehauchten, aufrechten Kronblätter  sind bei einer Länge von 4 bis 4,5 Millimeter sowie beinahe gleicher Breite verkehrt-eiförmig mit kurz genagelter Basis und stumpfem oberen Ende. Die 20 bis 22 Staubblätter sind kürzer als die Kronblätter. Die Spitze des Fruchtknotens ist behaart. Die vier bis fünf freistehenden Griffel sind sehr kurz.
Die bei Reife roten Früchte sind bei einer Länge von 6 bis 8 Millimetern sowie einem Durchmesser von 6 bis 8 Millimetern rundlich oder verkehrt-eiförmig. Jede Frucht enthält vier oder fünf Kerne.
Die Runzelige Zwergmispel blüht von Mai bis Juni, die Früchte reifen von August bis September.

## Standortbedingungen
Die Runzelige Zwergmispel wächst in Bergwäldern, Hecken, Strauchflächen und an Flussufern in Höhenlagen von 900 bis 3200 Metern an sonnigen bis lichtschattigen, sommerkühlen Standorten. Sie gedeiht am besten auf frischen bis feuchten, schwach sauren bis alkalischen, nährstoffreichen Böden. Die Runzelige Zwergmispel ist meist frosthart.

## Systematik und Verbreitung
Das natürliche Verbreitungsgebiet Cotoneaster bullatus liegt in den chinesischen Provinzen Hubei, Sichuan, Yunnan und in Tibet. Zwei Varietäten kommen nur im westlichen Sichuan vor.
Die Runzelige Zwergmispel (Cotoneaster bullatus) ist eine Art aus der Gattung der Zwergmispeln (Cotoneaster) aus der Untertribus der Kernobstgewächse (Pyrinae) der Tribus Pyreae in der Unterfamilie Spiraeoideae innerhalb der Familie der Rosengewächse (Rosaceae).
Die Erstbeschreibung von Cotoneaster bullatus erfolgte 1904 durch Désiré Georges Jean Marie Bois. Der Gattungsname Cotoneaster leitet sich vom lateinischen „cotoneum malum“ für die Quitte (Cydonia oblonga) ab und die Endung „aster“ ist eine Vergröberungsform für Pflanzengruppen, die im Vergleich zu ähnlichen Gruppen als minderwertig betrachtet werden. Das Artepitheton bullatus stammt ebenfalls aus dem Lateinischen und bedeutet „blasig“, was auf die runzligen Blätter verweist.
Von Cotoneaster bullatus gibt es etwa drei Varietäten:
- Cotoneaster bullatus Bois var. bullatus mit 3 bis 6 Millimeter langen Blattstielen und Blütenständen aus 5 bis 13 Blüten.
- Cotoneaster bullatus var. floribundus (Stapf) L.T.Lu & Brach: Sie gedeiht in Bergwäldern in Höhenlagen von 900 bis 2800 Metern nur im westlichen Sichuan. Die Blattstiele sind unter 2 Millimeter und die Blattspreiten unter 5 Zentimeter lang. Die Blütenständen enthalten selten 9 meist 15 bis 31 Blüten mit Durchmesser von 4 bis 6 Zentimeter.[3]
- Cotoneaster bullatus var. macrophyllus Rehder & E.H.Wilson: Sie gedeiht im Dickicht in Höhenlagen von 1300 bis 2800 Metern nur im westlichen Sichuan. Die etwa 2 Millimeter langen Blattstielen, Blattspreiten die 5 bis 15 Zentimeter lang und 2,5 bis 8 Zentimeter breit sind, und Blütenständen aus 11 bis 31 Blüten mit Durchmesser von 5 bis 8 Zentimeter.

## Verwendung
Die Runzelige Zwergmispel wird sehr häufig aufgrund ihrer beeindruckenden Blüten und Früchte als Ziergehölz verwendet.

## Nachweise